# Юшкі (Поморське воєводство)
Юшкі (пол. Juszki) — село в Польщі, у гміні Косьцежина Косьцерського повіту Поморського воєводства.
Населення — 123 особи (2011).
У 1975-1998 роках село належало до Гданського воєводства.

## Демографія
Демографічна структура станом на 31 березня 2011 року:
|          | Загалом | Допрацездатний вік | Працездатний вік | Постпрацездатний вік |
| -------- | ------- | ------------------ | ---------------- | -------------------- |
| Чоловіки | 66      | 20                 | 39               | 7                    |
| Жінки    | 57      | 12                 | 32               | 13                   |
| Разом    | 123     | 32                 | 71               | 20                   |